# Інґве Госьой
Інґве Госей (Ґосей, норв. Yngve Gåsøy, сценічне ім'я нім. Yngve Gasoy-Romdal; нар. 24 квітня 1968, Тенсберг, Норвегія) — норвезький співак та актор, багато років гастролює Європою та Азією.

## Біографія

### Особисте життя
Інґве — старший син у родині відомого художника Paul Gåsøy та його дружини Olaug Gåsøy (Meling). Він виріс разом із братом і сестрою у Молде та Вікебукт, невеликому селищі на північному березі фйорду Ромсдальсфйорд, на півострові Ромсдаль на західному узбережжі Норвегії. Саме з назви рідних місць походить його псевдонім. Має спільну доньку зі своєю першою дружиною Sharon Dyall (Disa Olina Dyall Gåsøy, нар. 1993 р.). Зараз мешкає в Берліні разом із своєю супутницею життя, актрисою мюзиклів Leah Delos Santos.

### Музична кар'єра
Розпочав свою музичну освіту в сім років: спочатку грав на скрипці та віолончелі, згодом на різних духових інструментах і церковному органі, перш ніж у 12 років почав співати сопрано як соліст хору собору міста Молде. У віці 18 років приїхав до Осло для навчання в Норвезькій вищій музичній школі та невдовзі вийшов на сцену Det Norske Teatret у Осло в мюзиклі «Alice Lengter Tilbake». Згодом були заглавні ролі в «Ben Hur» і «Aladdin».
У Німеччині успіх йому приносить роль Джо в постановці «Sunset Boulevard». Надалі головні ролі йдуть одна за одною, його музичний репертуар охоплює, між іншим, «Mozart!» (Wien und Hamburg), «Jekyll & Hyde» (Köln, відзначений журналом «Musicals» в 2003 як «Німецькомовний артист мюзиклів № 1»; Magdeburg; Tourproduktion der Konzertdirektion Landgraf), «Jesus Christ Superstar» (Bad Hersfeld, за яку отримав у 2002 році den Großen Hersfeldpreis; Wien), «Die Schöne und das Biest» (Oberhausen; Berlin; Domfestspiele Magdeburg) та «Into the Woods» (Bozen, Italien). У Текленбурзі він грає у мюзиклах «Евіта», «Die 3 Musketiere» та «Marie Antoinette», згодом були «Cats» (Tourproduktion Mehr!Entertainment), «Der Graf von Monte Christo» (Röttingen) та «Chess» (Tromsø/Norwegen).
Інґве гастролює як соліст по всьому світу, у тому числі чотири рази у Royal Alber Hall у Лондоні, в Манілі, в Москві, в «Robert Stolz Gala» 2001 в Graz, а також у численних концертах в Німеччини, Норвегії та Австрії. У 2012 році брав участь у турі «Best of Musicals Gala» від Stage Entertainment, який проходив на найбільших сценах Німеччини. Влітку 2013 гастролював як соліст у турне «Wien Musicals in Concert» в Токіо й Осаці. На початку 2014 року відбулось декілька концертів у Південно-Східній Азії та Австрії. У серпні 2014 грав у мюзиклі «Chess» на відкритті Шахової олімпіади в Тромсе у ролі Анатолія.

### Телебачення
На телебачнні грав для каналів Sat.1 та ORF 1 як запрошений артист в «Kommissar Rex». Для каналів ARD та ORF знявся разом з Maximilian Schell та Barbara Sukowa в трисерійному фільмі «Liebe, Lüge, Leidenschaft». У другому сезоні «Sabine» (ZDF) знявся як запрошений артист. Майже два роки брав участь в успішному скандинавському телесеріалі «Rederiet» [1], а також в BBC London in «Atlantis» та «My Life in Film». Багаторазово був гостем в різних тв-шоу в Німеччині, Австрії, Японії, Філіппінах, Норвегії та Швеции.

## Мюзикли
- 2018: "Bernsteins Mass" (Mozarteum, Grosses Festspielhaus Salzburg, Rolle The Celebrant)
- 2018: "Jane Eyre" (Stadt Theater Gmunden, Rolle: Rochester)
- 2017–2018: "Kiss me Kate" (Operaen i Kristiansund, Rolle: Petruchio)
- 2017: Cats (Seefestspiele Thun, Schweiz, Rolle: Gus)
- 2015–2016: Liebe stirbt nie (TUI Operettenhaus Hamburg, Rolle: Raoul de Chagny)
- 2015: Cats (Tecklenburg, Freilichtbühne)
- 2014: Weihnachtskonzert Anita Skorgan, Yngve Gåsøy, NOBE og Anders Eljas, Norwegen
- 2014: Chess[de] (Tromsø/Norwegen, Rolle: Anatoly)
- 2014: Der Graf von Monte Christo[de] (Frankenfestspiele in Röttingen, Rolle: Edmond Dantès / Graf von Monte Christo)
- 2012—2013 Cats (Mehr Entertainment, Rolle: Gus/Growltiger/Bustapher Jones)
- 2012: Marie Antoinette (Tecklenburg, Freilichtbühne, Rolle: Giuseppe Balsamo alias Cagliostro)
- 2011: Disneys Die Schöne und das Biest (Theater Magdeburg, Domplatz-Freilichtbühne, Rolle: Biest)
- 2009—2011: Jekyll & Hyde[de] (Magdeburg, Theater Magdeburg, Rolle: Jekyll / Hyde)
- 2010:  3 Musketiere (Tecklenburg, Freilichtbühne, Rolle: Kardinal Richelieu)
- 2009: Евіта (Tecklenburg, Freilichtbühne, Rolle: Che)
- 2008: Martin Luther (Das Musical — Erfurt, DomStufen, Rolle: Martin L.)
- 2008: Into the Woods[de] (Bozen, Vereinigte Bühnen, Rolle: Prinz / Wolf)
- 2007: Disneys Die Schöne und das Biest (Berlin, Potsdamer Platz, Rolle: Biest)
- 2005—2007: Disneys Die Schöne und das Biest (Oberhausen, Metronom Theater, Rolle: Biest)
- 2005: Camelot (Festspiele Bad Hersfeld, Rolle: King Arthur)
- 2005: Blume von Hawaii (Baden, Stadttheater, Rolle: Kapitän Stone)
- 2004: Jesus Christ Superstar (Festspiele Bad Hersfeld, Rolle: Jesus)
- 2004: Jekyll & Hyde[de] (Köln, Musical Dome, Rolle: Henry Jekyll/Edward Hyde)
- 2003: Jesus Christ Superstar (Festspiele Bad Hersfeld, Rolle: Jesus)
- 2003: Jekyll & Hyde[de] (Köln, Musical Dome, Rolle: Henry Jekyll/Edward Hyde)
- 2002: Jesus Christ Superstar (Bad Hersfeld, Stiftsruine, Rolle: Jesus)
- 2001/2002: Mozart![de] (Hamburg, Neue Flora, Rolle: Mozart)
- 1999—2001: Mozart![de] (Wien, Theater an der Wien, Rolle: Mozart)
- 1999: Gigi (Wien, Volksoper, Rolle: Gaston Lachaille)
- 1998/1999: Die Schöne und das Biest[de] (Deutschland, Tour, Rolle: Biest)
- 1998: High Society (Wien, Metropol Theater, Rolle: Dexter Haven)
- 1997/1998: Sunset Boulevard (Wiesbaden, Rhein-Main-Theater, Rolle: Joe Gillis)
- 1994: Cinderella (Tokyo, Rolle: Prince Charming)
- 1993: West Side Story (Schweden, Tour, Rolle: Tony)
- 1992: Tusen Aar — Ein Sommerdag (Norwegen, Vaart Theater, Rolle: Erik)
- 1992: Aladdin (Norwegen, Askim, Rolle: Aladdin)
- 1991: Das Phantom der Oper (Oslo, Norwegische Theater, Rolle: Raoul)
- 1991: Ben Hur (Norwegen, Fredikstad Theater, Rolle: Ben Hur)
- 1989/1990: Макбет (Schweden, Karlstad, Rolle: Lennox)
- 1988: Chess[de] (Oslo, Norwegische Theater, Rolle: Russe)
- 1988: Les Misérables (Oslo, Norwegische Theater, Rolle: Marius)
- 1987: Alice (Oslo, Norwegische Theater, Rolle: Askeladden)

## Дискографія
- 1988: Alice lengtar tilbake
- 1999: Mozart!
- 2000: Deep Harmony (Tomra Brass Band)
- 2002: Jesus Christ Superstar
- 2003: Wenn das Liebe wirklich ist (Duett mit Leah Delos Santos, Maxi-CD)
- 2005: Listen to my Song (Solo-CD)
- 2018: Jane Eyre, double cd